# 狂草 (現代舞)
狂草（Wild Cursive），是雲門舞集的創辦人，也是台灣當代編舞家林懷民所編的「行草三部曲」系列的第三個作品，於2005年11月19日於台北國家戲劇院首次公開演出。在2006年被評選為歐洲年度最佳舞作。

## 簡介
林懷民把其在2001年推出「  行草」，2003年的「 松煙」，以及2005年的「狂草」，三部舞作合稱為「行草三部曲」。此三部曲系列作品的構想源自於中國的書法藝術。而「狂草」是「行草三部曲」的最終曲。

### 編舞
自1995年，林懷民把太極導引、內家拳以及靜坐納入雲門舞者訓練的項目中。林懷民認為「狂草」是雲門舞者在練習10年的太極導引、內家拳及靜坐後，透過現代舞，充分展現出書法藝術的「書不限於法，身不拘於形」，以及書法藝術中無為，自由的形式。

### 舞台
舞台上懸垂長10公尺，寬1.3公尺由台灣工業研究院化工所研發的粗顆粒、不易滲透的墨水的宣紙。在演出中，蜿蜒流淌而下的墨跡，在七幅特製的白色宣紙上，在演出的70分鐘內，慢慢地構築成一片恢宏的墨色森林。

### 配樂
由沈聖德及梁春美特別編曲。在其編曲中運用了很多的大自然的元素，如浪濤聲，夏蟬聲，或是風聲穿過葉梢等聲音。

## 狂草設計人員
- 燈光設計：張贊桃[6]
- 服裝設計：王世信
- 舞台構思：林懐民
- 舞台技術顧問：王孟超
- 舞台圖像研發呈現：洪韡茗
- 舞台紙墨研發：中日特種製紙廠、工研院化工所[6]

## 外部鏈結
- 雲門官方網站 （页面存档备份，存于）
- 雲門官方臉書 （页面存档备份，存于）
- 雲門《狂草》宣傳照片[]
- 雲門《狂草》宣傳海報[]
- 雲門《狂草》宣傳節目單[]